# Grand Celebration

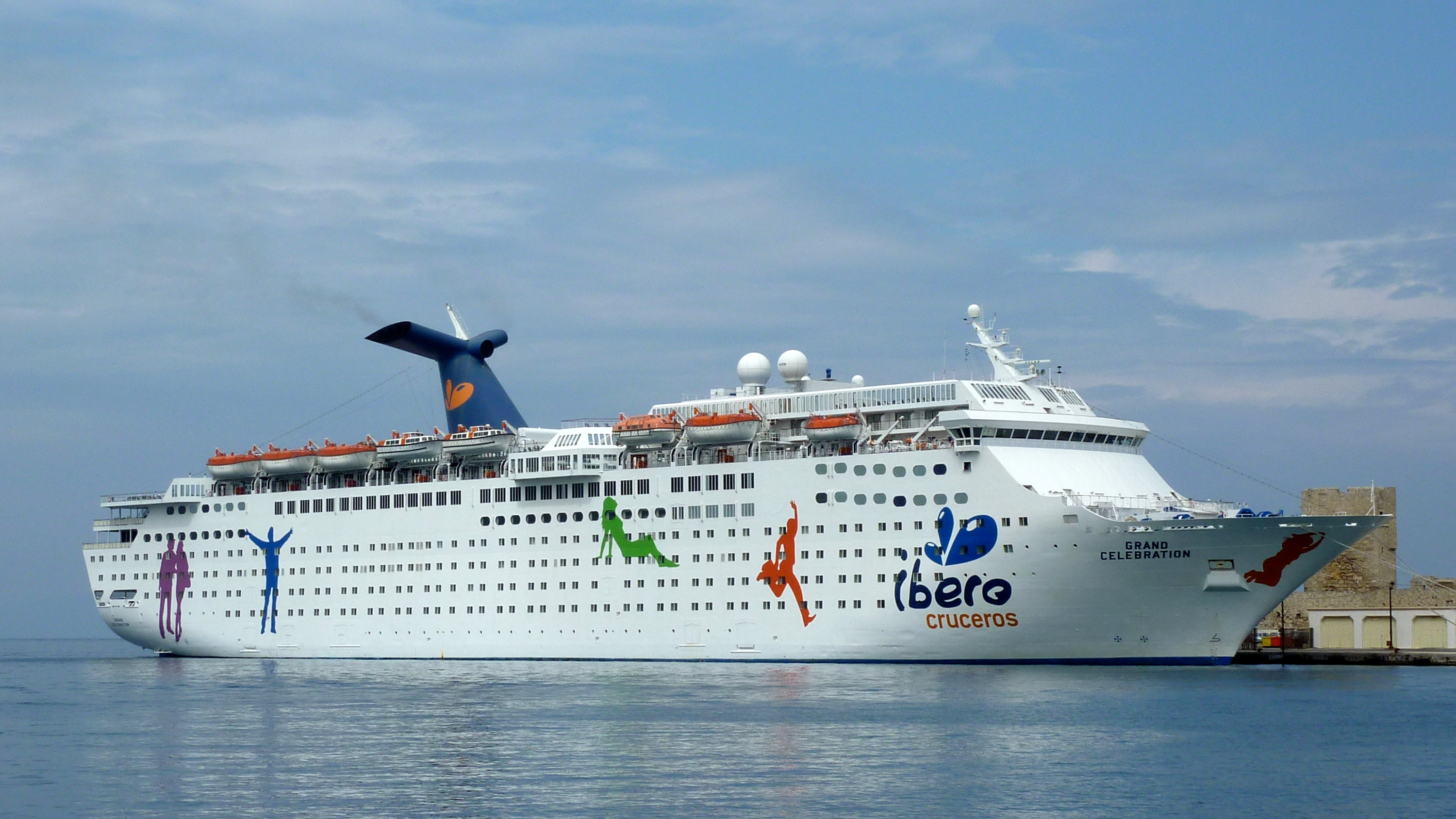
La Grand Celebration a Rodi nel 2012 coi colori della Ibero Cruceros

Grand Celebration è stata una nave da crociera costruita nel 1986 presso Kockums Varv di Malmö, in Svezia, per la Carnival Cruise Line, terza e ultima unità classe Holiday cui ultima società armatrice è stata la Bahamas Paradise Cruise Line.

## Storia
La nave venne costruita come Celebration nel 1986 da Kockums Varv a Malmö, in Svezia, per Carnival Cruise Line. La Celebration iniziò ad operare per Carnival il 14 marzo 1987. Rimase nella flotta per oltre 20 anni fino a quando non venne ritirata dalla Carnival nell'aprile 2008. Dopo aver lasciato la flotta, subì un'ampia ristrutturazione e rientrò in servizio per Ibero Cruceros, sussidiaria del Gruppo Costa per il mercato spagnolo in estate come Grand Celebration. Il rinnovo comprendeva nuovi disegni sulla livrea e interni aggiornati.
Nel maggio 2014 venne annunciato che la nave sarebbe stata trasferita a Costa Crociere nel novembre 2014. Dopo la chiusura di Ibero Cruceros, la nave subì un rinnovamento e fu ribattezzata Costa Celebration. Il 21 novembre 2014, un giorno prima che la nave partisse per il suo viaggio inaugurale, fu annunciato che la nave sarebbe stata venduta ad un acquirente senza nome. Il giorno successivo, la Costa Celebration fu rimossa dalla flotta di Costa Crociere e tutte le prenotazioni furono annullate. I passeggeri che avevano prenotato le crociere di Costa Celebration furono rimborsati o riprenotati su altre navi.
Il 23 dicembre 2014 venne rivelato che la nave era stata acquistata dalla neonata Bahamas Paradise Cruise Line e che la nave sarebbe stata rinominata Grand Celebration e salpò dal porto di Palm Beach a Riviera Beach, in Florida, a partire da febbraio 2015. Ia Bahamas Paradise Cruise Line venne formata dagli ex-dirigenti della defunta Celebration Cruise Line che operava la ormai demolita Bahamas Celebration.
Il 6 gennaio 2015, la Grand Celebration arrivò al porto di Palm Beach per aggiornare la livrea a quella della Bahamas Paradise. Durante l'arrivo, si notò che il nome Costa Celebration venne dipinto con il nome Grand Celebration, ma che il fumaiolo manteneva la livrea Costa Crociere.
La Grand Celebration avrebbe dovuto partire per la sua prima crociera il 1 febbraio 2015, tuttavia, a causa di difficoltà tecniche, il viaggio fu annullato. Le riparazioni furono effettuate e la nave salpò il 3 febbraio.
A marzo 2020, a causa delle normative di contenimento della pandemia di COVID-19, la nave venne posta in disarmo nel porto di Freeport, alle Bahamas, e a novembre 2020 la compagnia annunciò che l’aveva venduta per demolizione. Il 18 novembre partì per Alang con uno scalo tecnico di 2 settimane a Port Louis Beach, alle Mauritius, dal 12 al 30 dicembre, per fare rifornimento. Fu spiaggiata ad Alang il 14 gennaio e il 9 marzo la demolizione iniziò.

## Incidenti
La mattina del 10 febbraio 1989, la Celebration entrò in collisione col cargo cubano Captain San Luis, spezzandolo in due e causando così il suo inabissamento

Il 16 agosto 2006, mentre stava accostando, ha toccato il fondo del porto di Nassau, nelle Bahamas, danneggiando un'elica.

## Navi gemelle
- Magellan
- Henna